# Sapporo-Halbmarathon
Der Sapporo-Halbmarathon (jap. 札幌国際ハーフマラソン大会, Sapporo Kokusai hāfumarason taikai; englisch Sapporo International Half Marathon) war ein Straßenlauf, der von 1958 bis 2012 in Sapporo stattfand. Er wurde organisiert vom Japanischen Leichtathletik-Verband JAAF, der Yomiuri Shimbun, dem Sender Sapporo Television Broadcasting und der Sapporo Health Sports Foundation.
Bis 1973 wurde er als Marathon ausgetragen und hieß Hokkai-Times-Marathon; die Hokkai Times war ursprünglich einer der im Zweiten Weltkrieg zwangsvereinigten Vorläufer der Hokkaidō Shimbun, der ab 1946 zeitweise wieder als eigenständige Abendzeitung erschien. Von 1974 bis 1986 betrug die Streckenlänge 30 km. 1980 wurde der Wettkampf um ein Frauenrennen über 20 km erweitert. 1986 wurde aus dieser Distanz ein Halbmarathon. Seit 1987 absolvierten auch die Männer eine 21,0975-km-Strecke.
Nach dem Rückzug der Hokkai Times von der Veranstaltung erhielt sie 1990 ihren endgültigen Namen. Im Dezember 2012 gaben die Organisatoren die Einstellung der Veranstaltung bekannt.
Die Strecke war ein Wendepunktkurs im Zentrum von Sapporo mit Start und Ziel im Maruyama-Stadion.

## Statistik

### Streckenrekorde
- Männer: 59:54 min, Mekubo Mogusu (KEN), 2007
- Frauen: 1:08:14 h, Mizuki Noguchi (JPN), 2006

### Siegerlisten
Quellen: ARRS, Sapporo Television Broadcasting

#### Halbmarathon
| Datum         | Männer                 | Nation    | Zeit    | Frauen                  | Nation             | Zeit    |
| ------------- | ---------------------- | --------- | ------- | ----------------------- | ------------------ | ------- |
| 1. Juli 2012  | Martin Irungu Mathathi | Kenia     | 1:01:35 | Mai Itō                 | Japan              | 1:10:52 |
| 3. Juli 2011  | Cyrus Gichobi Njui -3- | Kenia     | 1:01:47 | Florence Jebet Kiplagat | Kenia              | 1:10:29 |
| 4. Juli 2010  | Cyrus Gichobi Njui -2- | Kenia     | 1:01:20 | Yuri Kanō -2-           | Japan              | 1:11:46 |
| 5. Juli 2009  | Gedion Lekumok Ngatuny | Kenia     | 1:00:39 | Yurika Nakamura         | Japan              | 1:09:20 |
| 15. Juli 2008 | Mekubo Mogusu -3-      | Kenia     | 1:00:52 | Yuri Kanō               | Japan              | 1:08:57 |
| 8. Juli 2007  | Mekubo Mogusu -2-      | Kenia     | 0 59:54 | Mizuki Noguchi -2-      | Japan              | 1:08:22 |
| 8. Juli 2006  | Cyrus Gichobi Njui     | Kenia     | 1:01:16 | Mizuki Noguchi          | Japan              | 1:08:14 |
| 3. Juli 2005  | Mekubo Mogusu          | Kenia     | 1:01:28 | Catherine Ndereba -3-   | Kenia              | 1:09:24 |
| 4. Juli 2004  | James Mwangi Macharia  | Kenia     | 1:01:28 | Hiromi Ōminami          | Japan              | 1:08:45 |
| 6. Juli 2003  | John Kanyi -2-         | Kenia     | 1:02:08 | Catherine Ndereba -2-   | Kenia              | 1:08:23 |
| 7. Juli 2002  | Samuel Kabiru          | Kenia     | 1:01:11 | Catherine Ndereba       | Kenia              | 1:08:57 |
| 1. Juli 2001  | James Wainaina         | Kenia     | 1:01:52 | Lidia Șimon -2-         | Rumänien           | 1:09:46 |
| 2. Juli 2000  | Laban Kagika           | Kenia     | 1:02:16 | Naoko Takahashi         | Japan              | 1:09:10 |
| 18. Juli 1999 | John Kanyi             | Kenia     | 1:01:32 | Lidia Șimon             | Rumänien           | 1:08:51 |
| 20. Juni 1998 | Erick Wainaina         | Kenia     | 1:02:56 | Ari Ichihashi -2-       | Japan              | 1:11:45 |
| 20. Juli 1997 | Stephen Mayaka -3-     | Kenia     | 1:03:57 | Ari Ichihashi           | Japan              | 1:11:03 |
| 7. Juli 1996  | Stephen Mayaka -2-     | Kenia     | 1:02:02 | Kazumi Kanbayashi       | Japan              | 1:09:40 |
| 16. Juli 1995 | Stephen Mayaka         | Kenia     | 1:01:43 | Naomi Sakashita         | Japan              | 1:10:32 |
| 17. Juli 1994 | Tadesse Gebre          | Äthiopien | 1:04:29 | Mari Tanigawa           | Japan              | 1:13:53 |
| 18. Juli 1993 | Luketz Swartbooi       | Namibia   | 1:02:02 | Olga Appell             | Mexiko             | 1:10:38 |
| 5. Juli 1992  | Kenjirō Jitsui         | Japan     | 1:02:59 | Eriko Asai -2-          | Japan              | 1:12:20 |
| 7. Juli 1991  | Hitoshi Saotome        | Japan     | 1:04:39 | Lisa Weidenbach -2-     | Vereinigte Staaten | 1:13:50 |
| 8. Juli 1990  | Juma Ikangaa -3-       | Tansania  | 1:03:56 | Lisa Weidenbach         | Vereinigte Staaten | 1:12:54 |
| 2. Juli 1989  | Juma Ikangaa -2-       | Tansania  | 1:02:56 | Lisa Martin             | Australien         | 1:12:25 |
| 26. Juni 1988 | Juma Ikangaa           | Tansania  | 1:03:22 | Kumi Araki -2-          | Japan              | 1:13:30 |
| 21. Juni 1987 | Toshihiro Shibutani    | Japan     | 1:05:40 | Eriko Asai              | Japan              | 1:14:50 |
| 22. Juni 1986 | ---                    | ---       | ---     | Kumi Araki              | Japan              | 1:15:31 |

#### 20/30 km
| Datum         | Männer                | Nation | Zeit      | Frauen          | Nation | Zeit    |
| ------------- | --------------------- | ------ | --------- | --------------- | ------ | ------- |
| 22. Juni 1986 | Kazuya Nishimoto -2-  | Japan  | 1:33:08   | ---             | ---    | ---     |
| 16. Juni 1985 | Isamu Sennai -2-      | Japan  | 1:31:32   | Mami Fukao      | Japan  | 1:10:30 |
| 17. Juni 1984 | Isamu Sennai          | Japan  | 1:35:28   | Yōko Higuchi    | Japan  | 1:15:22 |
| 19. Juni 1983 | Kazuya Nishimoto      | Japan  | 1:32:57   | Naomi Kurahashi | Japan  | 1:11:50 |
| 20. Juni 1982 | Yūji Mori             | Japan  | 1:37:10   | Rumiko Kaneko   | Japan  | 1:14:48 |
| 21. Juni 1981 | Tetsuji Iwase         | Japan  | 1:33:35   | Akemi Masuda    | Japan  | 1:11:40 |
| 15. Juni 1980 | Yutaka Taketomi -2-   | Japan  | 1:34:15   | Nanae Sasaki    | Japan  | 1:16:14 |
| 10. Juni 1979 | Yutaka Taketomi       | Japan  | 1:34:22   | ---             | ---    | ---     |
| 11. Juni 1978 | Yasunori Hamada       | Japan  | 1:32:48,2 | ---             | ---    | ---     |
| 12. Juni 1977 | Yoshinobu Kitayama    | Japan  | 1:35:23   | ---             | ---    | ---     |
| 13. Juni 1976 | Noriyasu Mizukami -2- | Japan  | 1:34:54,0 | ---             | ---    | ---     |
| 7. Sep. 1975  | Mineteru Sakamoto     | Japan  | 1:36:52   | ---             | ---    | ---     |
| 8. Sep. 1974  | Kimio Ōtsuka -2-      | Japan  | 1:40:55,6 | ---             | ---    | ---     |

#### Marathon
| Datum         | Sieger               | Nation | Zeit      |
| ------------- | -------------------- | ------ | --------- |
| 9. Sep. 1973  | Noriyasu Mizukami    | Japan  | 2:23:16,8 |
| 27. Aug. 1972 | Ryōsuke Matsuoka     | Japan  | 2:23:42,0 |
| 12. Sep. 1971 | Kimio Ōtsuka         | Japan  | 2:20:46,4 |
| 6. Sep. 1970  | Yoshirō Mifune       | Japan  | 2:22:49,2 |
| 31. Aug. 1969 | Ryōichi Masuda       | Japan  | 2:23:04,0 |
| 25. Aug. 1968 | Morio Shigematsu -2- | Japan  | 2:24:27,0 |
| 27. Aug. 1967 | Kenji Kimihara -2-   | Japan  | 2:20:16,4 |
| 28. Aug. 1966 | Morio Shigematsu     | Japan  | 2:30:06,2 |
| 29. Aug. 1965 | Yoshikazu Funasako   | Japan  | 2:48:52,2 |
| 23. Aug. 1964 | Kenji Kimihara       | Japan  | 2:17:12   |
| 11. Aug. 1963 | Osamu Kawabata       | Japan  | 2:33:41   |
| 12. Aug. 1962 | Yoshitaka Uchikawa   | Japan  | 2:31:38   |
| 13. Aug. 1961 | Yoshiaki Kawashima   | Japan  | 2:47:56   |
| 14. Aug. 1960 | Yasuo Koshikawa      | Japan  | 2:34:40   |
| 8. Aug. 1959  | Yoshikazu Igarashi   | Japan  | 2:38:49   |
| 10. Aug. 1958 | Masao Suzuki         | Japan  | 2:47:31   |